# Ben Kanute
Ben Kanute (Illinois, 14 dicembre 1992) è un triatleta statunitense che ha rappresentato gli Stati Uniti ai Giochi olimpici di Rio de Janeiro 2016.

## Titoli
- Campione statunitense di triathlon (Élite) - 2015